# Christian Laettner
Christian Donald Laettner (Angola, 17 agosto 1969) è un ex cestista e allenatore di pallacanestro statunitense, professionista nella NBA. Considerato uno dei più grandi giocatori di college di sempre, è stato due volte campione NCAA (1991 e 1992) con Duke. Ha giocato 13 stagioni NBA, vestendo la maglia di 6 diverse squadre.

## Carriera

### College
Laettner è principalmente conosciuto per il suo tiro della vittoria segnato all'ultimo secondo contro Kentucky, che valse a Duke la vittoria nella finale NCAA , a volte acclamata come la più avvincente partita di college mai giocata. Nel corso dell'intera partita Laettner, in una prestazione complessiva stratosferica, aveva tirato col 100% sia dal campo (10 su 10) sia dai liberi (10 su 10). Quella fenomenale partita gli valse nel 1993 tre ESPY awards, uno per la "Miglior prestazione sotto pressione", uno per la "Miglior giocata dell'anno della NCAA" (per il suo clamoroso buzzer beater) ed uno come "Miglior giocatore di college dell'anno"
Il numero #32 della sua maglia è stato ritirato nel 1992, un onore che Duke aveva concesso solo ad altri 5 giocatori nella sua storia. Nei quattro anni con i Blue Devils mise a referto una media di 16,6 punti e 7,7 rimbalzi a partita, rimanendo il primo di sempre per Duke nelle percentuali al tiro da tre (48,5%).
Laettner è inoltre ricordato per un altro famoso buzzer beater, messo a segno contro UConn nelle final 8 del torneo NCAA del 1990; con Duke sotto di un punto per 78-77, Chris realizzò un tiro in sospensione dalla lunga distanza prima che i 2,4 secondi rimasti sul cronometro si esaurissero.
È uno dei soli quattro giocatori ad aver partecipato quattro volte alla Final Four. Detiene tuttora diversi record del torneo:
- Maggior numero di punti segnati: 407
- Maggior numero di tiri liberi segnati: 142
- Maggior numero di tiri liberi tentati: 167
- Maggior numero di partite giocate: 23

### Dream Team
Chris Laettner fu l'unico giocatore universitario ad essere convocato nel Dream Team che nel 1992 partecipò alle Olimpiadi di Barcellona, battendo ogni squadra avversaria con scarti notevoli e vincendo il torneo. Laettner viene spesso considerato l'anello debole di quella gloriosa formazione, e a suo tempo fu in parte criticata la scelta di convocarlo al posto di altri giocatori professionisti ben più affermati, come Isiah Thomas o Dominique Wilkins, o collegiali destinati a fare una grande carriera NBA, come Shaquille O'Neal.

### NBA
Laettner venne scelto con la 3ª chiamata assoluta dai Minnesota Timberwolves al Draft NBA del 1992, dopo Shaquille O'Neal e Alonzo Mourning; tutti e tre avrebbero in seguito giocato insieme nei Miami Heat nel 2005. Nel corso dei suoi tredici anni di carriera NBA è stato membro dei Timberwolves, degli Atlanta Hawks, dei Detroit Pistons, dei Dallas Mavericks, dei Washington Wizards e dei Miami Heat.
In NBA si affermò come un buon giocatore nelle posizioni di pivot e di ala grande; venne votato nel miglior quintetto rookie nel 1993 e disputò un All-Star Game nel 1997. Tuttavia non divenne mai la superstar che molti si aspettavano, in netto contrasto con ciò che invece accadde ai due centri selezionati prima di lui al draft nel 1992. Dopo aver saltato buona parte della stagione 1998-99 a causa di un infortunio, il suo impiego in campo e le sue cifre (fino ad allora rispettabilissime) subirono un brusco calo. Nel 2003 fu sospeso per 5 partite, per aver fatto uso di sostanze dopanti. Finì la sua carriera nel 2005 come riserva nei Miami Heat.

## Statistiche
| † | Denota una stagione in cui ha vinto il titolo |

### NCAA
| Anno       | Squadra          | PG  | PT | MP   | TC%  | 3P%   | TL%  | RP  | AP  | PRP | SP  | PP   |
| ---------- | ---------------- | --- | -- | ---- | ---- | ----- | ---- | --- | --- | --- | --- | ---- |
| 1988-1989  | Duke Blue Devils | 36  | -  | 16,9 | 72,3 | 100,0 | 72,7 | 4,7 | 1,2 | 1,0 | 0,8 | 8,9  |
| 1989-1990  | Duke Blue Devils | 38  | -  | 29,9 | 51,1 | 50,0  | 83,6 | 9,6 | 2,2 | 1,6 | 1,1 | 16,3 |
| 1990-1991† | Duke Blue Devils | 39  | -  | 30,2 | 57,5 | 34,0  | 80,2 | 8,7 | 1,9 | 1,9 | 1,1 | 19,8 |
| 1991-1992† | Duke Blue Devils | 35  | -  | 32,2 | 57,5 | 55,7  | 81,5 | 7,9 | 2,0 | 2,1 | 0,9 | 21,5 |
| Carriera   | Carriera         | 148 | -  | 27,4 | 57,4 | 48,5  | 80,6 | 7,8 | 1,8 | 1,6 | 1,0 | 16,6 |

### NBA

#### Regular season
| Anno      | Squadra            | PG  | PT  | MP   | TC%  | 3P%  | TL%   | RP   | AP  | PRP | SP  | PP   |
| --------- | ------------------ | --- | --- | ---- | ---- | ---- | ----- | ---- | --- | --- | --- | ---- |
| 1992-1993 | Minnesota T'wolves | 81  | 81  | 34,9 | 47,4 | 10,0 | 83,5  | 8,7  | 2,8 | 1,3 | 1,0 | 18,2 |
| 1993-1994 | Minnesota T'wolves | 70  | 67  | 34,7 | 44,8 | 24,0 | 78,3  | 8,6  | 4,4 | 1,2 | 1,2 | 16,8 |
| 1994-1995 | Minnesota T'wolves | 81  | 80  | 34,2 | 48,9 | 32,5 | 81,8  | 7,6  | 2,9 | 1,2 | 1,1 | 16,3 |
| 1995-1996 | Minnesota T'wolves | 44  | 44  | 34,5 | 48,6 | 29,0 | 81,6  | 6,9  | 2,9 | 0,9 | 1,0 | 18,0 |
| 1995-1996 | Atlanta Hawks      | 30  | 27  | 32,6 | 48,9 | 0,0  | 82,3  | 7,9  | 2,3 | 1,0 | 0,9 | 14,2 |
| 1996-1997 | Atlanta Hawks      | 82  | 82  | 38,3 | 48,6 | 35,2 | 81,6  | 8,8  | 2,7 | 1,2 | 0,8 | 18,1 |
| 1997-1998 | Atlanta Hawks      | 74  | 49  | 30,8 | 48,5 | 22,2 | 86,4  | 6,6  | 2,6 | 1,0 | 1,0 | 13,8 |
| 1998-1999 | Detroit Pistons    | 16  | 0   | 21,1 | 35,8 | 33,3 | 77,2  | 3,4  | 1,5 | 0,9 | 0,8 | 7,6  |
| 1999-2000 | Detroit Pistons    | 82  | 82  | 29,8 | 47,3 | 29,2 | 81,2  | 6,7  | 2,3 | 1,0 | 0,5 | 12,2 |
| 2000-2001 | Detroit Pistons    | 53  | 35  | 17,5 | 51,1 | 33,3 | 81,7  | 4,0  | 1,3 | 0,8 | 0,5 | 7,5  |
| 2000-2001 | Wash. Wizards      | 25  | 13  | 29,3 | 49,1 | 30,0 | 84,4  | 6,1  | 2,3 | 1,2 | 0,8 | 13,2 |
| 2001-2002 | Wash. Wizards      | 57  | 48  | 25,3 | 46,4 | 20,0 | 86,8  | 5,3  | 2,6 | 1,1 | 0,4 | 7,1  |
| 2002-2003 | Wash. Wizards      | 76  | 66  | 29,1 | 49,4 | 12,5 | 83,3  | 6,6  | 3,1 | 1,1 | 0,5 | 8,3  |
| 2003-2004 | Wash. Wizards      | 48  | 18  | 20,5 | 46,5 | 28,6 | 80,0  | 4,8  | 1,9 | 0,8 | 0,6 | 5,9  |
| 2004-2005 | Miami Heat         | 49  | 0   | 15,1 | 58,2 | 14,3 | 76,3  | 2,7  | 0,8 | 0,7 | 0,3 | 5,3  |
| Carriera  | Carriera           | 868 | 692 | 29,7 | 48,0 | 26,1 | 82,0  | 6,7  | 2,6 | 1,1 | 0,8 | 12,8 |
| All-Star  | All-Star           | 1   | 0   | 24,0 | 60,0 | -    | 100,0 | 11,0 | 2,0 | 1,0 | 1,0 | 7,0  |

#### Play-off
| Anno     | Squadra         | PG | PT | MP   | TC%  | 3P%  | TL%  | RP  | AP  | PRP | SP  | PP   |
| -------- | --------------- | -- | -- | ---- | ---- | ---- | ---- | --- | --- | --- | --- | ---- |
| 1996     | Atlanta Hawks   | 10 | 10 | 33,4 | 48,4 | 33,3 | 70,4 | 6,9 | 1,5 | 1,2 | 1,0 | 15,7 |
| 1997     | Atlanta Hawks   | 10 | 10 | 40,3 | 40,5 | 19,0 | 85,7 | 7,2 | 2,6 | 1,0 | 0,8 | 17,6 |
| 1998     | Atlanta Hawks   | 4  | 0  | 21,8 | 34,3 | 0,0  | 88,2 | 4,3 | 1,0 | 1,5 | 0,3 | 9,8  |
| 1999     | Detroit Pistons | 5  | 0  | 24,6 | 42,6 | -    | 78,6 | 2,8 | 2,2 | 0,8 | 0,2 | 10,2 |
| 2000     | Detroit Pistons | 3  | 3  | 25,0 | 41,2 | -    | 75,0 | 5,0 | 2,0 | 0,0 | 0,3 | 6,7  |
| 2005     | Miami Heat      | 13 | 0  | 10,5 | 50,0 | 0,0  | 83,3 | 1,9 | 0,5 | 0,3 | 0,0 | 2,2  |
| Carriera | Carriera        | 45 | 23 | 25,7 | 43,2 | 17,9 | 79,4 | 4,7 | 1,5 | 0,8 | 0,5 | 10,5 |

#### Massimi in carriera
- Massimo di punti: 37 vs Chicago Bulls (26 dicembre 1996)[8]
- Massimo di rimbalzi: 19 vs Utah Jazz (9 marzo 1993)
- Massimo di assist: 9 (5 volte)
- Massimo di palle rubate: 6 (2 volte)
- Massimo di stoppate: 5 (4 volte)
- Massimo di minuti giocati: 51 (4 volte)

## Palmarès
- McDonald's All-American Game (1988)
- 2 volte campione NCAA (1991, 1992)
- NCAA Final Four Most Outstanding Player (1991)
- NCAA Associated Press College Basketball Player of the Year (1992)
- NCAA John R. Wooden Award (1992)
- NCAA Naismith College Player of the Year (1992)
- NCAA AP All-America First Team (1992)
- NCAA AP All-America Second Team (1991)
- NBA All-Rookie First Team (1993)
- NBA All-Star (1997)